# Hardingstone
Hardingstone – wieś w Anglii, w hrabstwie Northamptonshire, w dystrykcie (unitary authority) West Northamptonshire. Leży 4 km na południe od miasta Northampton i 94 km na północny zachód od Londynu.
W 2001 miejscowość liczyła 2015 mieszkańców.
W Hardingstone znajduje się jeden z trzech zachowanych krzyży Eleonory z końca XIII w., upamiętniających miejsca postoju orszaku z ciałem królowej Anglii Eleonory kastylijskiej.